# (21110) Karlvalentin
(21110) Karlvalentin – planetoida z pasa głównego asteroid okrążająca Słońce w ciągu 3 lat i 226 dni w średniej odległości 2,36 j.a. Została odkryta 4 września 1992 roku w Karl Schwarzschild Observatory w Tautenburgu przez Freimuta Börngena i Lutza Schmadela. Nazwa planetoidy pochodzi od Karla Valentina (1882-1948), bawarskiego komika, pisarza i aktora filmowego. Przed nadaniem nazwy planetoida nosiła oznaczenie tymczasowe (21110) 1992 RC1.